# Floßhafenregatta
Die Aschaffenburger Floßhafenregatta war eine von 2003 bis 2016 jährlich stattfindende Kanu- und Drachenbootregatta. Die Wettkampfstrecke lag am Main, unterhalb des Schloss Johannisburg, an dem nach der schottischen Partnerstadt Perth benannten Teil der Mainuferpromenade „Perth Inch“. Ausgerichtet wurde das Event durch die Kanuabteilung des SSKC Poseidon 06 e. V. Aschaffenburg. Erstmals wurde die Veranstaltung im Jahr 2003 ausgetragen. An den beiden Regattatagen Mitte Juni/Anfang Juli beteiligten sich an den Wettkämpfen bis zu 1800 Teilnehmer aus etwa 100 Teams und Vereinen.

## Kanuregatta
In den Jahren 2003 bis 2005 wurde die Kanuregatta an zwei Tagen über 200 und 500 Meter ausgetragen. Ab 2006 wurden die Kanurennen nur noch sonntags über die 200 Meter ausgefahren.
- Nachtsprint: Der Kanu-Nachtsprint unter Flutlicht in Aschaffenburg war der erste seiner Art in Deutschland. Dabei wurde die 200-Meter-Distanz komplett ausgeleuchtet. Gestartet wurden alle Altersklassen vom K1 bis zum K4 sowie im Junioren- und Leistungsklassenbereich mit Staffel. Diese Rennen werden seit 2006 nicht mehr durchgeführt.
- Schülerregatta: Mit der Einstellung des Nachtsprints wurde die Kanuregatta eine reine Schülerregatta.
- Unterfränkische Meisterschaften: Im Jahr 2008 wurden anlässlich der 6. Aschaffenburger Floßhafenregatta im Schülerbereich die unterfränkischen Meisterschaften über die 200 Meter ausgetragen.

Die Siegerehrung fand direkt nach dem gefahrenen Rennen statt. Geehrt wurden die ersten drei Boote. Für den ersten Platz wurde in der Regel ein Ehrenpreis vergeben.

## Drachenboot FrankenCup
Neben der Kanuregatta wurden auch Drachenbootrennen durchgeführt. Während sich 2003 nur zwei Boote gleichzeitig maßen, konnten sich 2004 bereits drei Boote und ab 2005 vier Drachenboote nebeneinander vergleichen. Weitere Boote konnten wegen der geringen Breite des Floßhafens nicht an den Start gehen.

### Startklassen
Seit Beginn der Veranstaltung wurden die angebotenen Startklassen ständig erweitert.
Die Anzahl der teilnehmenden Teams war beschränkt und so musste im Jahr 2007 erstmals Teams der Start verweigert werden.
- Fun: Die Startklasse Fun gab es von 2003 bis 2007. In dieser Klasse durften alle Teams starten, die das Drachenboot nicht regelmäßig bewegten. Später wurden die Kriterien konkretisiert. So durfte das teilnehmende Team maximal zwei aktive Kanuten oder Drachenbootler einsetzen, keine Drachenboot-Betriebssportgruppe haben und kein Mitglied in einem DKV bzw. DDV Verein sein.

Ab 2008 wurde diese Startklasse geteilt.
- Fun Open: Diese Klasse löste ab 2008 die ehemalige Starklasse Fun ab.
- Fun Mix: Die 2008 aus der Klasse Fun heraus neu entstandene Startklasse baute auf deren Kriterien auf. Allerdings mussten in dieser Klasse mindestens sechs Frauen aktiv mitpaddeln.
- Damen: Um Frauen-Teams die Chance zu wahren, hatte der Veranstalter ab 2005 eine eigene Startklasse ins Leben gerufen. 2005 noch in der Funklasse integriert startend, bestritten die Damen seit 2006 nur noch untereinander die Wettkämpfe.
- Sport: Für regelmäßig trainierende Teams war die Startklasse Sport. Diese bestand seit 2003. In dieser Klasse wurden 2005 Bayerische Meisterschaften ausgefahren.
- Bayerische Meisterschaften: Im Jahr 2005 wurden über die 200 Meter und über die 500 Meter anlässlich des 3. Drachenboot-FrankenCups die Bayerischen Meisterschaften ausgetragen.

Die Siegerehrung fand nach dem letzten Rennen statt. Neben den jeweils drei Erstplatzierten in den jeweiligen Startklassen wurde seit 2007 auch die originellste Kostümierung mit einem Preis bedacht. Zusätzlich gab es 2007 einmalig einen Sonderpreis für das Team der „Asphalt Junkies“ (Tiefbauamt Aschaffenburg) für besondere Verdienste.

## Drachenboot SchulCup
Zur gleichen Zeit, als die Kanuregatta eine Schülersprintregatta wurde, entstand im Jahr 2006 der Drachenboot SchulCup für Schulen in und um Aschaffenburg. Die Drachenbootrennen wurden zusammen mit der Kanuregatta ausgetragen.

### Startklassen
Der Drachenboot SchulCup wurde in zwei Altersstufen aufgeteilt. Dabei war es unerheblich, ob ein Team tatsächlich aus einer Schulklasse oder aus einer Auswahl von Schülern einer Jahrgangsstufe bestand.
- Klasse 8 und 9: In dieser Startklasse durften die Schüler der 8. und 9. Jahrgangsstufen starten, die zumindest das 14. Lebensjahr erreicht hatten.
- Klasse 10 bis 13: Diese Startklasse richtete sich an die älteren Schüler bis einschließlich des 20. Lebensjahres.

Die Siegerehrung fand nach dem letzten Rennen statt. Es wurden alle teilnehmenden Teams mit einem Pokal geehrt. Seit 2007 wurde auch die originellste Kostümierung mit einem Preis bedacht.

## Organisation
Die Floßhafenregatta wurde durch ehrenamtliche Helfer der Kanuabteilung des SSKC Poseidon 06 e. V. Aschaffenburg ausgerichtet. Der Erlös der Veranstaltung kam der Förderung der Kanujugend zugute.
Seit 2017 findet keine Floßhafenregatta mehr statt.